# Kipnuk (Alasca)
Kipnuk é uma Região censo-designada localizada no estado americano de Alasca, no Condado de Berrien.

## Demografia
Segundo o censo americano de 2000, a sua população era de 644 habitantes.

## Geografia
De acordo com o United States Census Bureau, a localidade tem uma área de 50,8 km², dos quais 50,2 km² cobertos por terra e 0,6 km² cobertos por água.

## Localidades na vizinhança
O diagrama seguinte representa as localidades num raio de 80 km ao redor de Kipnuk.